# Umberto Zannelli
Umberto Zannelli (1900 – 30 agosto 1975) è stato un calciatore italiano, di ruolo difensore.

## Carriera
Cresciuto nella Juventus Roma, è nella rosa della Lazio a partire dal 1925-1926. 
Dal 1925 al 1928 gioca per tre anni in massima serie con i biancocelesti, disputando complessivamente 34 gare.